# Товма Арцруни
Товма́ Арцруни́ (арм. Թովմա Արծրունի), в современных русскоязычных изданиях иногда Фома Арцруни́ (точные даты рождения и смерти неизвестны) — армянский историк IX—X веков.

## Жизнь и творчество

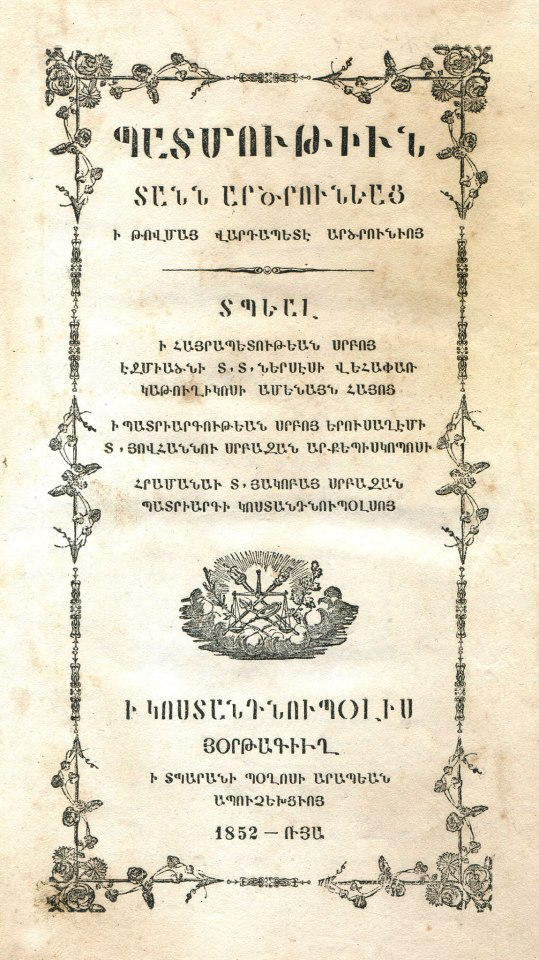
Обложка издания 1852 года

Биографических данных об историке не сохранилось. Товма происходил из видного феодального рода Арцруни, жил и творил во второй половине IX века и в первых десятилетиях X века. Сохранилась его «История дома Арцруни», работу над которой автор начал в 880 годах и довел до 910 годы В «Предисловии» Товма Арцруни сообщает, что князь Васпуракана Григор-Дереник (убит в 885 году) в своё время поручил историку написать историю Арцруни, однако в других частях книги в качестве заказчика упоминается также средний сын Григора-Дереника Гагик Арцруни, который в 908 году был провозглашен царем Васпуракана. Арцруни подробно сообщает об использованных им источниках и трудах, хорошо знаком с иноязычными источниками. Предположительно владел также греческим языком. Важно отметить, что сведения, сообщаемые историком, подтверждаются также Драсханакертци и арабскими источниками. Хотя его труд посвящён истории дома Арцруни, тем не менее автор иногда выходит за рамки своего материала, сообщая подробности событий, произошедших за пределами Васпуракана, об освободительной борьбе армянского народа против арабского владычества и т. д. Его «История» содержит ценные сведения о социально-экономической жизни Армении, государственном устройстве армянского царства и арабского халифата, положении крестьянства, налоговой и военной политике и т. д.
Ученые полагают, что «История» принадлежит двум разным авторам. Предполагается, что начальная часть книги до конца 261-й страницы написана Товмой, а остальное (начиная с 262-й страницы до 305-й) неким анонимным автором, который довел хронологию событий до 940 годов Ученые условно его называют Товмой-Анонимом или Анонимом Арцруни. По всей вероятности, заказчиком Анонима также являлся Гагик Арцруни, и только после труды были объединены и переписаны в качестве одного произведения. Примечательны его описания строительства на острове Ахтамар архитектурных сооружений: царского дворца, церкви св. Креста и т. д.
Полноценная рукопись текста сохранилась в экземпляре 1303 года, фрагментарные манускрипты — с 1072 года. «История дома Арцруни» впервые издана в 1852 году в Константинополе. В 1874 году М. Броссе перевел на французский язык и издал труд в Петербурге.